# Luc Hartmann
Luc Hartmann (* 2. Juli 2000) ist ein deutscher Volleyballspieler.

## Karriere
Hartmann begann seine Karriere bei der FT 1844 Freiburg und wurde dort als Jugendspieler ausgebildet. Zu seinem ersten Einsatz in der 2. Bundesliga Süd kam er in der Saison 2016/17. In der Saison 2022/23 stieg Hartmann als Kapitän mit Freiburg als Tabellenzweiter in die 1. Bundesliga auf. Im DVV-Pokal 2023/24 erreichten die Freiburger das Viertelfinale und in ihrer ersten Erstliga-Saison wurden sie Zehnter.